# Renato Salvatori
Renato Salvatori (Lucca, 20 de março de 1933 - Roma, 27 de março de 1988) foi um ator italiano.

## Biografia
Salvatori foi descoberto em uma praia onde trabalhava como salva-vidas, pelo diretor Luciano Emmer, em 1951 que o dirigiu no filme "Garotas da Praça de Espanha".
Formado na escola dramática do diretor Luchino Visconti, ele era um galã típico da periferia romana, com um físico robusto e muito mulherengo. Trabalhou com os mais importantes diretores italianos e seus filmes mais importantes foram "I soliti ignoti" em 1958, "Duas Mulheres" em 1960 ao lado de Sophia Loren, "Queimada!" em 1969, "Z" de Costa-Gavras em 1970, com quem fez também "Estado de Sítio" em 1972. Também participou de  "Cadáveres Ilustres", de Francesco Rosi, em 1975.
Em 1960, ao lado de Alain Delon e de Annie Girardot, que viria a se tornar sua esposa, ele estrelou "Rocco e Seus Irmãos", de Luchino Visconti.
Ele morreu de cirrose hepática em sua casa, em Roma e estava afastado do cinema havia mais de sete anos. Foi sepultado no Cemitério Protestante em Roma.

## Filmografia
- Jolanda, la figlia del Corsaro Nero, de Mario Soldati (1952)
- Le ragazze di Piazza di Spagna, de Luciano Emmer (1952)
- I tre corsari, de Mario Soldati (1952)
- Gli uomini, che mascalzoni!, de Glauco Pellegrini (1953)
- La domenica della buona gente, de Anton Giulio Majano (1953)
- Opinione pubblica, de Maurizio Corgnati e Goffredo Alessandrini (1954)
- Era di venerdì 17, de Mario Soldati (1956)
- Poveri ma belli, de Dino Risi (1957)
- Marisa la civetta, de Mauro Bolognini (1957)
- Classe di ferro, de Turi Vasile (1957)
- Belle ma povere, de Dino Risi (1957)
- La nonna Sabella, de Dino Risi (1957)
- Mariti in città, de Luigi Comencini (1957)
- La nipote Sabella, de Giorgio Bianchi (1958)
- Promesse di marinaio, de Turi Vasile (1958)
- Io, mammeta e tu, de Carlo Ludovico Bragaglia (1958)
- I soliti ignoti, de Mario Monicelli (1958)
- Mogli pericolose, de Luigi Comencini (1958)
- Poveri milionari, de Dino Risi (1959)
- Vento del Sud, de Enzo Provenzale (1959)
- Nella città l'inferno, de Renato Castellani (1958)
- Policarpo, ufficiale di scrittura, de Mario Soldati (1959)
- Vacanze d'inverno, de Camillo Mastrocinque e Giuliano Carnimeo (1959)
- I magliari, de Francesco Rosi (1959)
- Era notte a Roma, de Roberto Rossellini (1960)
- Audace colpo dei soliti ignoti, de Nanni Loy (1960)
- Rocco e i suoi fratelli, de Luchino Visconti (1960)
- La ciociara, sem créditos, de Vittorio De Sica (1960)
- Un giorno da leoni, de Nanni Loy (1961)
- Smog, de Franco Rossi (1962)
- La banda Casaroli, de Florestano Vancini (1962)
- Il disordine, de Franco Brusati (1962)
- Omicron (filme), de Ugo Gregoretti (1963)
- Le glaive et la balance, de André Cayatte (1963)
- Il giorno più corto, de Sergio Corbucci (1963)
- Les grands chemins, de Christian Marquand (1963)
- I compagni, de Mario Monicelli (1963)
- Extraconiugale, episódio La moglie svedese, de Giuliano Montaldo (1964)
- Tre notti d'amore, episódio La vedova, de Renato Castellani (1964)
- Una bella grinta, de Giuliano Montaldo (1965)
- La ragazza del bersagliere, de Alessandro Blasetti (1966)
- Bel Ami 2000 oder Wie verführt man einen Playboy?, de Michael Pfleghar (1966)
- L'harem, de Marco Ferreri (1967)
- Z, de Costa-Gavras (1969)
- Los recuerdos del porvenir, de Arturo Ripstein (1969)
- Queimada, de Gillo Pontecorvo (1969)
- The Lighthouse at the Edge of the World, de Kevin Billington (1971)
- La casse, de Henri Verneuil (1971)
- La prima notte di quiete, de Valerio Zurlini (1972)
- État de siege, de Costa-Gavras  (1972)
- Au rendez-vous de la mort joyeuse, de Juan Luis Buñuel (1973)
- Les granges brulées, fr Jean Chapot (1973)
- Una breve vacanza, de Vittorio De Sica (1973)
- Il sospettosospetto, de Francesco Maselli (1975)
- Flic Story, de Jacques Deray (1975)
- Le gitan, de José Giovanni (1975)
- Cadaveri eccellenti, de Francesco Rosi (1976)
- Uomini si nasce poliziotti si muore, de Ruggero Deodato (1976)
- La dernière femme, de Marco Ferreri (1976)
- Todo modo, de Elio Petri (1976)
- Armaguedon, de Alain Jessua (1977)
- Ernesto, de Salvatore Samperi (1979)
- La luna, de Bernardo Bertolucci (1979)
- Oggetti smarriti, de Giuseppe Bertolucci (1980)
- La cicala, de Alberto Lattuada  (1980)
- Asso, de Franco Castellano e Pipolo (1981)
- La tragedia di un uomo ridicolo, de Bernardo Bertolucci (1981)

## Ligações Externas
- Renato Salvatori. no IMDb.